# 鲁彦周
鲁彦周（1928年10月—2006年11月26日），男，安徽巢县人，中国作家、戏剧家、电影家。2005年被中华人民共和国人事部、国家广播电影电视总局评为优秀电影艺术家。